# Zawód: Szpieg
Zawód: Szpieg (ang. Spy Game) – amerykański film sensacyjny z 2001 roku w reżyserii Tony’ego Scotta.

## Fabuła
Osadzony w świecie globalnych intryg i politycznych zawirowań film Zawód: Szpieg jest fikcyjną opowieścią o ocaleniu życia i przyjaźni, więzi łączącej dojrzałego mistrza i jego młodego podopiecznego, jak również odwiecznej zabawie w ścigającego i ściganego. Wydarzenia przedstawione w filmie rozgrywają się w scenerii napiętych sytuacji politycznych i konfliktów zbrojnych – od wojny w Wietnamie, aż do momentu zakończenia zimnej wojny. Jest rok 1991 – oficera Nathana Muira (Robert Redford), weterana CIA, dzielą godziny od przejścia na emeryturę. W ostatnim dniu pracy otrzymuje wiadomość, że jego były podopieczny Tom Bishop, zwany Boy Scout (Brad Pitt), znalazł się w poważnych tarapatach. Zatrzymany w chińskim więzieniu pod zarzutem szpiegostwa, zachowujący się w sposób niesubordynowany, Bishop za dwadzieścia cztery godziny ma zostać zgładzony. Obawiając się pogorszenia stosunków z Chinami, decydenci CIA rezygnują z interwencji w sprawie agenta.
Wszystko pozostaje w rękach Muira. Gra toczy się nie tylko z czasem, ale i z całą organizacją, której musi on wykraść informacje potrzebne do uwolnienia Bishopa. Stawia wszystko na jedną kartę i rusza przyjacielowi na pomoc, w najbardziej niebezpiecznej misji w całej swojej karierze.

## Obsada
- Robert Redford – Nathan Muir
- Brad Pitt – Tom Bishop
- Catherine McCormack – Elizabeth Hadley
- Stephen Dillane – Charles Harker
- Larry Bryggman – Troy Folger
- Marianne Jean-Baptiste – Gladys Jennip
- Ken Leung – Li
- David Hemmings – Harry Duncan
- Michael Paul Chan – Vincent Vy Ngo
- Garrick Hagon – dyrektor CIA Cy Wilson
- Shane Rimmer – Estate Agent
- Benedict Wong – Tran
- Adrian Pang – Jiang
- Omid Djalili – Doumet
- Dale Dye – Wiley
- Charlotte Rampling – Anna Cathcart

## Zdjęcia
Zdjęcia do filmu realizowane były na terenie Węgier (Budapeszt, Tököl), Libanu (Bejrut), Maroka (Casablanca, Ouarzazate), Wielkiej Brytanii (Oksford, Stevenage, Londyn, Shepperton – studio), Niemiec (Berlin), Izraela (Hajfa), Chin (Hongkong), Czech (Praga), Kanady (Burnaby, Vancouver), Stanów Zjednoczonych (Waszyngton).